# Chicha de jora

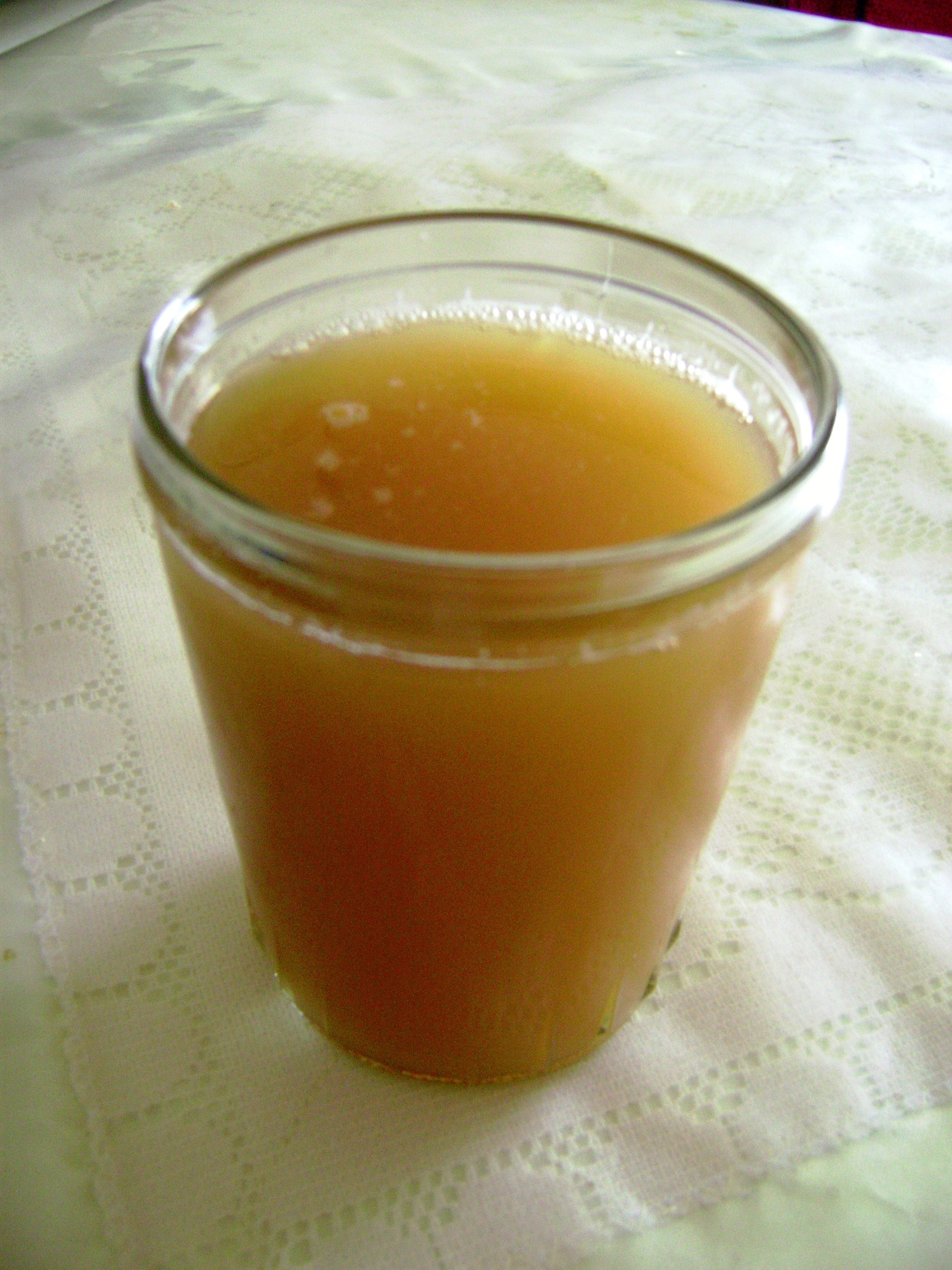
Chicha de jora, původní nápoj (casava) kukuřičné pivo ve sklenici.

Chicha de jora [vyslov: čiča de chora] je kukuřičné pivo připravené z naklíčené kukuřice, extrahováním sladových cukrů, vařením mladiny a kvašením po několik dní ve velkých nádobách (tradičně obrovských hliněných kádích). Má několik odrůd v závislosti na regionu, ale jeho přípravu tvoří převážně „jora“, tj. sladová kukuřice. Proces je v podstatě stejný jako postup pro výrobu klasického piva. Tradičně je vyráběno z kukuřice. Někdy je přidávána quinoa nebo jiné doplňky, pro zlepšní konzistence, následně se vaří. Chancaca [vyslov: čankaka], jindy také Panela - tvrdý sušený třtinový (nerafinovaný) cukr, pomáhá při procesu fermentace.
Tradičně je připravované ze specifického druhu žluté kukuřice (jora) a obvykle je nazýváno chicha de jora. Má světle slámovou barvu, mírně mléčný vzhled, a mírně kyselou pachuť, připomínající těžký jablečný mošt (cider).Pije se buď mladé a sladké, nebo zralé a silné. Obsahuje relativně malé množství alkoholu, 1-3% v objemu.
V některých kulturách se namísto naklíčené kukuřice, používá kukuřice rozemletá, následně navlhčená v ústech a formovaná do malých kuliček, ze kterých se pak tvoří placky, které se nechají usušit. Přirozeně se vyskytující enzymy ptyalinu ve slinách výrobce katalyzují odbourávání škrobu v kukuřici na maltózu. (Tento proces žvýkání zrna nebo jiných škrobů byl používán při výrobě alkoholických nápojů v pre-moderních kulturách po celém světě, včetně, například, saké v Japonsku.)

## Použití

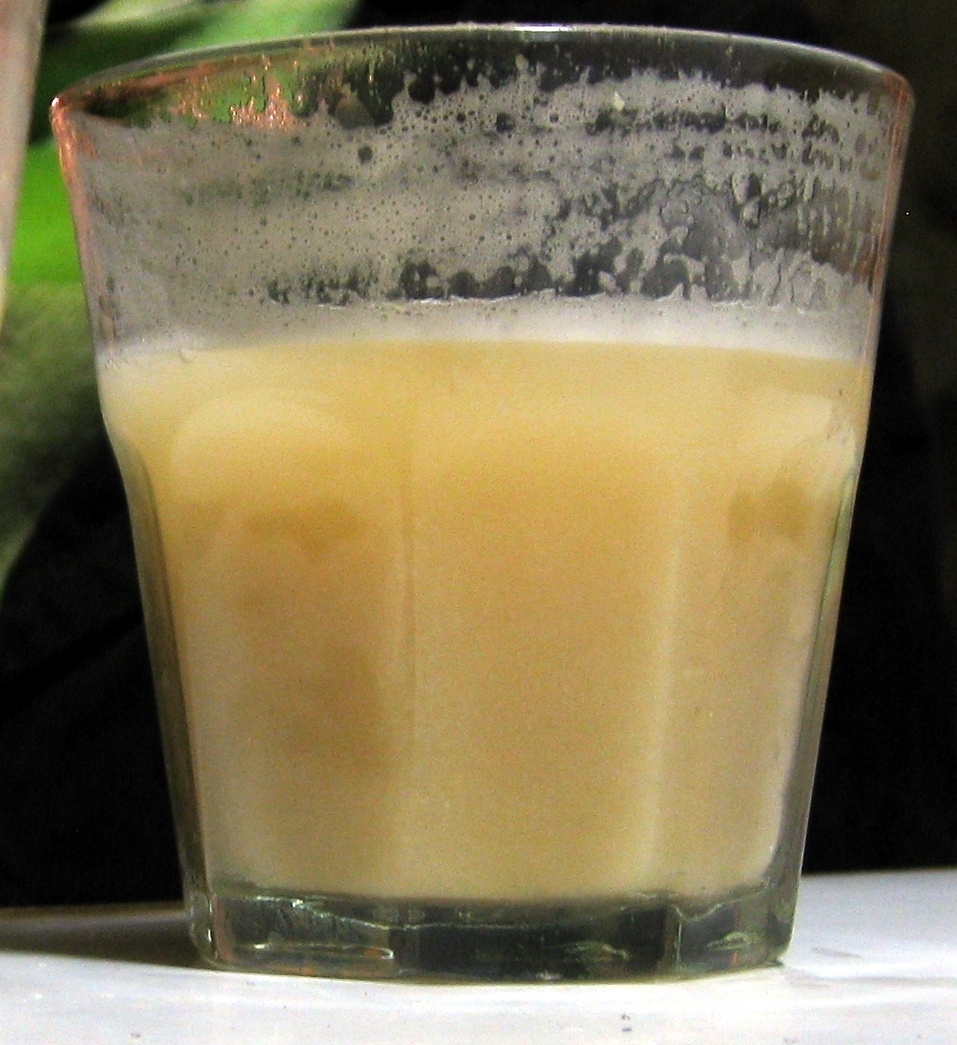
Chicha de jora

Chicha de jora bylo v průběhu tisíciletí připravováno a konzumováno v komunitách podél pohoří And. Inkové používali chicha pro rituální účely a během náboženských slavností jej konzumovali v obrovském množství. Mlýny, ve kterých se patrně vyrábělo byly nalezeny na Machu Picchu.
Za doby vlády Inků byla technika vaření chicha vyučována v Aqlla Wasi (ženské školy).
Podle tradice, v době vlády Inky Túpac Yupanqui, se po silných deštích narušila sila, kde byla skladována kukuřice. Zrno tak začalo klíčit, fermentovat a měnit se v kukuřičný slad. Bylo nařízeno, aby se tato kukuřice využila, uvařila a spotřebovala. Nakonec však i tak skončila vyhozena. Ovšem nějaký hladový obyvatel, který mezi odpadky hledal něco k jídlu, zkonzumoval slad a skončil opilý.
Je stále velmi populární v celém jižním Peru, prodává se v každém malém městě a rezidenčních čtvrtích větších měst. Obvykle je prodáváno v „chicherias“, které tvoří nevyužité místnosti nebo dvory domů. Jsou obvykle identifikovány pomocí bambusové tyče trčící z otevřených dveří, zdobené (často červenou), vlajkou, květinami, stužkami nebo barevnými plastovými taškami. Tyto nelicencované podniky mohou poskytnout významnou podporu rodinného příjmu.
Obvykle je prodáváno ve velkých sklenicích (1/2 litru) a pije se přímo na místě, nebo celý litr s sebou. Chicha je obvykle prodáváno přímo z kameninové nádoby (chomba), kde bylo uvařeno. V oblasti Cuzco bude konzument často nejprve nabízet úlitbu, tedy odlije pěnivou část na zem s výrazem „Pachamama, santa tierra“ (Pachamama je kečuánsky „Matka Země“. Tierra Santa je španělsky „požehnaná země“), tradice pocházející z doby dobytí Španělskem.Tato tradice odlití první část nápoje (včetně piva) jakýsi „přípitek“, je obvyklá také v Bolivijských horách (včetně hlavního města La Paz). Je vysvětlována jako dar prvních plodů Matce Zemi.Dále je velmi oblíbeno ne venkově severního pohoří Peru a to i včetně měst jako Lambayeque  a Piura, kde je stále udržována jeho tradiční výroba. Nápoj bývá podáván v okrasné misce vyrobené z vyřezávané a lakované tykve, v závislosti na její velikosti, zvaných „Pothos“ nebo „cojuditos“.
Avšak v posledních letech je tradičně připravované chicha stále vzácnější. Je připravováno jen v malém počtu měst a obcí v Bolívii, Peru, Ekvádoru, Kolumbii a v Kostarice.
Chicha de Jora údajně působí protizánětlivě na prostatu. Chicha může být smíchánu s Coca Sek - kolumbijský nápoj vyrobený z listů koky.